# Município de Marion (condado de Bradley, Arkansas)
O município de Marion (em inglês: Marion Township) é um município localizado no condado de Bradley no estado estadounidense de Arkansas. No ano de 2010 tinha uma população de 194 habitantes e uma densidade populacional de 2,49 pessoas por km².

## Geografia
O município de Marion encontra-se localizado nas coordenadas 33° 27′ 49″ N, 92° 01′ 39″ O. Segundo a Departamento do Censo dos Estados Unidos, o município tem uma superfície total de 78.06 km², da qual 77,57 km² correspondem a terra firme e (0,62 %) 0,49 km² é água.

## Demografia
Segundo o censo de 2010, tinha 194 pessoas residindo no município de Marion. A densidade populacional era de 2,49 hab./km². Dos 194 habitantes, o município de Marion estava composto pelo 95,88 % brancos, o 2,58 % eram afroamericanos, o 0,52 % eram de outras raças e o 1,03 % eram de uma mistura de raças. Do total da população o 2,58 % eram hispanos ou latinos de qualquer raça.